# WeChat
WeChat er en kinesisk multifunktionel besked-, social medie- og mobilbetalings-app, som er udviklet af Tencent. Den blev lanceret i 2011 og blev en af verdens største mobile apps i 2018 med over 1 milliard aktive brugere hver måned. WeChat er blevet beskrevet som Kinas "app for alting" og en "super app" på grund af dens mange funktioner. På grund af dens popularitet bliver brugeraktivitet på WeChat brugt til masseovervågning i Kina. WeChat censurer emner, som er politisk følsomme i Kina.